# Atheta graminicola
Atheta graminicola är en skalbaggsart som först beskrevs av Johann Ludwig Christian Gravenhorst 1806.  Atheta graminicola ingår i släktet Atheta och familjen kortvingar. Arten är reproducerande i Sverige. Inga underarter finns listade i Catalogue of Life.